# 小行星3254
小行星3254（3254 Bus）是一颗绕太阳运转的小行星，为主小行星带小行星。该小行星于1982年10月17日发现。
該小行星以美國天文學家舒爾特·巴斯命名。

## 轨道参数
小行星3254的轨道半长轴为3.9581131 UA，离心率为0.167。